# Collegio di Cardiff Central
Cardiff Central è stato un collegio elettorale gallese rappresentato alla camera dei Comuni del parlamento del Regno Unito. Eleggeva un membro del parlamento con il sistema maggioritario a turno unico; il collegio è stato abolito in occasione della revisione periodica del 2024.

## Estensione
- 1918–1950: i ward del County Borough di Cardiff di Canton, Cathays, Central e Riverside.
- 1983–2010: i ward della città di Cardiff di Adamsdown, Cathays, Cyncoed, Pentwyn, Plasnewydd e Roath.
- 2010–2024: le divisioni elettorali di Cardiff di Adamsdown, Cathays, Cyncoed, Pentwyn, Penylan e Plasnewydd.

Come il nome suggerisce, Cardiff Central copriva l'area centrale della città di Cardiff; si estendeva dall'area intorno al Millennium Stadium a sud fino al golf club di Llanishen a nord, comprendendo il centro cittadino e l'Università di Cardiff.

## Membri del parlamento
| Elezione | Elezione      | Deputato              | Partito               |
| -------- | ------------- | --------------------- | --------------------- |
|          | 1918          | James Childs Gould    | Conservatore          |
| 1924     | Lewis Lougher |                       | Conservatore          |
|          | 1929          | Ernest Bennett        | Laburista             |
|          | 1931          | Ernest Bennett        | Nazional Laburista    |
|          | 1945          | George Thomas         | Laburista             |
|          | 1950          | Collegio abolito      | Collegio abolito      |
|          | 1983          | Collegio ri-istituito | Collegio ri-istituito |
|          | 1983          | Ian Grist             | Conservatore          |
|          | 1992          | Jon Owen Jones        | Laburista Co-Op       |
|          | 2005          | Jenny Willott         | Liberal Democratici   |
|          | 2015          | Jo Stevens            | Laburista             |
|          | 2024          | Collegio abolito      | Collegio abolito      |

## Elezioni

### Elezioni negli anni 2010
| Partito                    | Partito                                | Candidato                  | Risultati 12 dicembre 2019 | Risultati 12 dicembre 2019 |
| Partito                    | Partito                                | Candidato                  | Voti                       | %                          |
| -------------------------- | -------------------------------------- | -------------------------- | -------------------------- | -------------------------- |
|                            | Laburista                              | Jo Stevens                 | 25 605                     | 61,22                      |
|                            | Conservatore                           | Meirion Jenkins            | 8 426                      | 20,15                      |
|                            | Lib Dem                                | Bablin Molik               | 6 298                      | 15,06                      |
|                            | Brexit                                 | Gareth Pearce              | 1 006                      | 2,41                       |
|                            | Gwlad Gwlad                            | Siân Caiach                | 280                        | 0,67                       |
|                            | Indipendente                           | Akil Kata                  | 119                        | 0,28                       |
|                            | Socialista                             | Brian Johnson              | 88                         | 0,21                       |
|                            |                                        |                            |                            |                            |
| Iscritti                   | Iscritti                               | Iscritti                   | 64 037                     | 100,00                     |
| ↳ Votanti (% su iscritti)  | ↳ Votanti (% su iscritti)              | ↳ Votanti (% su iscritti)  | 41 822                     | 65,31                      |
| ↳ Astenuti (% su iscritti) | ↳ Astenuti (% su iscritti)             | ↳ Astenuti (% su iscritti) | 22 215                     | 34,69                      |
|                            |                                        |                            |                            |                            |
|                            | Esito: collegio confermato a Laburista |                            |                            |                            |

| Partito                    | Partito                                | Candidato                  | Risultati 8 giugno 2017 | Risultati 8 giugno 2017 |
| Partito                    | Partito                                | Candidato                  | Voti                    | %                       |
| -------------------------- | -------------------------------------- | -------------------------- | ----------------------- | ----------------------- |
|                            | Laburista                              | Jo Stevens                 | 25 193                  | 62,41                   |
|                            | Conservatore                           | Gregory Stafford           | 7 997                   | 19,81                   |
|                            | Lib Dem                                | Eluned Parrott             | 5 415                   | 13,41                   |
|                            | Plaid Cymru                            | Mark Hooper                | 999                     | 2,47                    |
|                            | Verdi                                  | Benjamin Smith             | 420                     | 1,04                    |
|                            | UKIP                                   | Mohammed Sarul-Islam       | 343                     | 0,85                    |
|                            |                                        |                            |                         |                         |
| Iscritti                   | Iscritti                               | Iscritti                   | 59 288                  | 100,00                  |
| ↳ Votanti (% su iscritti)  | ↳ Votanti (% su iscritti)              | ↳ Votanti (% su iscritti)  | 40 367                  | 68,09                   |
| ↳ Astenuti (% su iscritti) | ↳ Astenuti (% su iscritti)             | ↳ Astenuti (% su iscritti) | 18 921                  | 31,91                   |
|                            |                                        |                            |                         |                         |
|                            | Esito: collegio confermato a Laburista |                            |                         |                         |

| Partito                    | Partito                                      | Candidato                  | Risultati 7 maggio 2015 | Risultati 7 maggio 2015 |
| Partito                    | Partito                                      | Candidato                  | Voti                    | %                       |
| -------------------------- | -------------------------------------------- | -------------------------- | ----------------------- | ----------------------- |
|                            | Laburista                                    | Jo Stevens                 | 15 462                  | 40,01                   |
|                            | Lib Dem                                      | Jenny Willott              | 10 481                  | 27,12                   |
|                            | Conservatore                                 | Richard Hopkin             | 5 674                   | 14,68                   |
|                            | UKIP                                         | Anthony Raybould           | 2 499                   | 6,47                    |
|                            | Verdi                                        | Chris Von Ruhland          | 2 461                   | 6,37                    |
|                            | Plaid Cymru                                  | Martin Pollard             | 1 925                   | 4,98                    |
|                            | TUSC                                         | Steve Williams             | 110                     | 0,28                    |
|                            | Indipendente                                 | Kazimir Hubert             | 34                      | 0,09                    |
|                            |                                              |                            |                         |                         |
| Iscritti                   | Iscritti                                     | Iscritti                   | 57 456                  | 100,00                  |
| ↳ Votanti (% su iscritti)  | ↳ Votanti (% su iscritti)                    | ↳ Votanti (% su iscritti)  | 38 646                  | 67,26                   |
| ↳ Astenuti (% su iscritti) | ↳ Astenuti (% su iscritti)                   | ↳ Astenuti (% su iscritti) | 18 810                  | 32,74                   |
|                            |                                              |                            |                         |                         |
|                            | Esito: collegio passa da Lib Dem a Laburista |                            |                         |                         |

| Partito                    | Partito                              | Candidato                  | Risultati 6 maggio 2010 | Risultati 6 maggio 2010 |
| Partito                    | Partito                              | Candidato                  | Voti                    | %                       |
| -------------------------- | ------------------------------------ | -------------------------- | ----------------------- | ----------------------- |
|                            | Lib Dem                              | Jenny Willott              | 14 976                  | 41,43                   |
|                            | Laburista                            | Jenny Rathbone             | 10 400                  | 28,77                   |
|                            | Conservatore                         | Karen Robson               | 7 799                   | 21,57                   |
|                            | Plaid Cymru                          | Chris Williams             | 1 246                   | 3,45                    |
|                            | UKIP                                 | Sue Davies                 | 765                     | 2,12                    |
|                            | Verdi                                | Sam Coates                 | 575                     | 1,59                    |
|                            | TUSC                                 | Ross Saunders              | 162                     | 0,45                    |
|                            | Monster Raving Loony                 | Mark Beech                 | 142                     | 0,39                    |
|                            | Indipendente                         | Alun Mathias               | 86                      | 0,24                    |
|                            |                                      |                            |                         |                         |
| Iscritti                   | Iscritti                             | Iscritti                   | 61 169                  | 100,00                  |
| ↳ Votanti (% su iscritti)  | ↳ Votanti (% su iscritti)            | ↳ Votanti (% su iscritti)  | 36 151                  | 59,10                   |
| ↳ Astenuti (% su iscritti) | ↳ Astenuti (% su iscritti)           | ↳ Astenuti (% su iscritti) | 25 018                  | 40,90                   |
|                            |                                      |                            |                         |                         |
|                            | Esito: collegio confermato a Lib Dem |                            |                         |                         |

### Elezioni negli anni 2000
| Partito                    | Partito                                            | Candidato                  | Risultati 5 maggio 2005 | Risultati 5 maggio 2005 |
| Partito                    | Partito                                            | Candidato                  | Voti                    | %                       |
| -------------------------- | -------------------------------------------------- | -------------------------- | ----------------------- | ----------------------- |
|                            | Lib Dem                                            | Jenny Willott              | 17 991                  | 49,79                   |
|                            | Laburista Co-Op                                    | Jon Owen Jones             | 12 398                  | 34,31                   |
|                            | Conservatore                                       | Gotz Mohindra              | 3 339                   | 9,24                    |
|                            | Plaid Cymru                                        | Richard Rhys Grigg         | 1 271                   | 3,52                    |
|                            | Respect                                            | Raja Gul-Raiz              | 386                     | 1,07                    |
|                            | UKIP                                               | Frank Hughes               | 383                     | 1,06                    |
|                            | Indipendente                                       | Anne Savoury               | 168                     | 0,46                    |
|                            | New Millennium Bean Party                          | Captain Beany              | 159                     | 0,44                    |
|                            | Rainbow Dream Ticket                               | Catherine Taylor-Dawson    | 37                      | 0,10                    |
|                            |                                                    |                            |                         |                         |
| Iscritti                   | Iscritti                                           | Iscritti                   | 61 033                  | 100,00                  |
| ↳ Votanti (% su iscritti)  | ↳ Votanti (% su iscritti)                          | ↳ Votanti (% su iscritti)  | 36 132                  | 59,20                   |
| ↳ Astenuti (% su iscritti) | ↳ Astenuti (% su iscritti)                         | ↳ Astenuti (% su iscritti) | 24 901                  | 40,80                   |
|                            |                                                    |                            |                         |                         |
|                            | Esito: collegio passa da Laburista Co-Op a Lib Dem |                            |                         |                         |

| Partito                    | Partito                                      | Candidato                  | Risultati 7 giugno 2001 | Risultati 7 giugno 2001 |
| Partito                    | Partito                                      | Candidato                  | Voti                    | %                       |
| -------------------------- | -------------------------------------------- | -------------------------- | ----------------------- | ----------------------- |
|                            | Laburista Co-Op                              | Jon Owen Jones             | 13 451                  | 38,61                   |
|                            | Lib Dem                                      | Jenny Willott              | 12 792                  | 36,71                   |
|                            | Conservatore                                 | Gregory Walker             | 5 537                   | 15,89                   |
|                            | Plaid Cymru                                  | Richard Rhys Grigg         | 1 680                   | 4,82                    |
|                            | Verdi                                        | Stephen Bartley            | 661                     | 1,90                    |
|                            | Alleanza Socialista                          | Julian Goss                | 283                     | 0,81                    |
|                            | UKIP                                         | Frank Hughes               | 221                     | 0,63                    |
|                            | ProLife Alliance                             | Madeleine Jeremy           | 217                     | 0,62                    |
|                            |                                              |                            |                         |                         |
| Iscritti                   | Iscritti                                     | Iscritti                   | 59 763                  | 100,00                  |
| ↳ Votanti (% su iscritti)  | ↳ Votanti (% su iscritti)                    | ↳ Votanti (% su iscritti)  | 34 842                  | 58,30                   |
| ↳ Astenuti (% su iscritti) | ↳ Astenuti (% su iscritti)                   | ↳ Astenuti (% su iscritti) | 24 921                  | 41,70                   |
|                            |                                              |                            |                         |                         |
|                            | Esito: collegio confermato a Laburista Co-Op |                            |                         |                         |

## Risultati dei referendum

### Referendum sulla permanenza del Regno Unito nell'Unione europea del 2016
|             | Collegio        | Lasciare UE % | Rimanere in UE % |
| ----------- | --------------- | ------------- | ---------------- |
|             | Cardiff Central | 30,3%         | 69,7%            |
|             | Galles          | 52,5%         | 47,5%            |
| Regno Unito | 51,9%           | 48,1%         |                  |